# Andrzej (Abramczuk)
Andrzej, imię świeckie Stepan Abramczuk (ur. 21 stycznia 1949 w Tyśmienicy) – ukraiński biskup prawosławny, od 1995 metropolita iwano-frankiwski (początkowo w Ukraińskim Autokefalicznym Kościele Prawosławnym, następnie w Kościele Prawosławnym Ukrainy).

## Życiorys
Święcenia prezbiteratu przyjął w 1974. Chirotonię biskupią otrzymał 7 kwietnia 1990 jako duchowny Ukraińskiego Autokefalicznego Kościoła Prawosławnego, ale 25 czerwca 1992 dołączył się do nowo powstałego Patriarchatu Kijowskiego. A 20 października 1995 powrócił ponownie do Ukraińskiego Autokefalicznego Kościoła Prawosławnego. Od 2018 w Kościele Prawosławnym Ukrainy.
W 2019 otrzymał Order „Za Zasługi” II stopnia.